# Thành phố Biringan

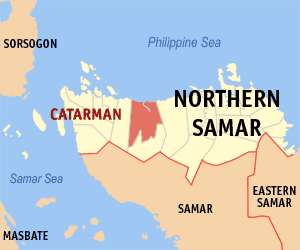
Biringan được cho là nằm ở phía nam đô thị tự trị Catarman

Biringan là một thành phố thần thoại được cho là nằm ẩn đâu đó giữa Gandara, Tarangnan và Pagsanghan ở tỉnh Samar của Philippines. Biringan có nghĩa là "thành phố màu đen" hoặc "thành phố của những người bí ẩn" theo tiếng Waray, phương ngữ địa phương là “hanapan ng mga nawawala” – nơi người ta tìm thấy người bị mất tích. Một số người truyền nhau rằng nơi ấy vô hình và không ai có thể tìm thấy. Cũng có các câu chuyện dân gian nhắc đến Biringan là cánh cổng vô hình dẫn sang thế giới khác. Theo một số câu chuyện, thành phố này chỉ có thể thấy được vào ban đêm và vào những thời điểm nhất định trong năm.

## Truyền thuyết

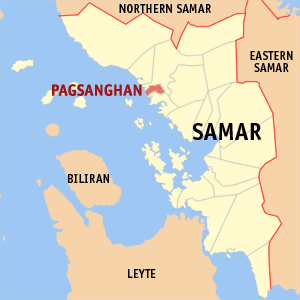
Biringan được cho là nằm ở vùng Pangsanghan, Samar

Thành phố được cho là nằm ở tỉnh Samar. Nó cũng được chỉ định là một barangay của vùng Pagsanghan, Samar. Theo văn học dân gian địa phương, cư dân Biringan bao gồm những thự thể siêu nhiên: Engkantos ("những sinh vật mê hoặc"), và con cháu của họ với loài người. Từ engkantos thường được dùng để mô tả những sinh vật biến hình thành người. Trong bộ dạng con người, họ được cho là thiếu phần nhân trung giữa mũi và môi. Truyền thuyết kể rằng các cư dân Biringan đôi khi có thể 'mời' người ngoài bước chân vào đây. Thời gian bên trong thành phố này khác hẳn so với thế giới bên ngoài. Do đó, khi người ngoài vượt quá ranh giới của thành phố, đôi khi họ sẽ phát hiện ra rằng họ đã ở trong thành phố hàng giờ hoặc thậm chí cả ngày.

## Tuyên bố huyền bí
Thực hư sự tồn tại của Biringan vẫn còn là điều tranh cãi. Một số người cho rằng đã nhìn thấy thành phố này. Một vài thủy thủ đã tuyên bố tận mắt chứng kiến một "thành phố chói lóa ánh sáng" vào những đêm không trăng, trong một vài phút. Họ mô tả Biringan là một thành phố xinh đẹp với các tòa nhà cao tầng và những cấu trúc tráng lệ khác được trang bị công nghệ tiên tiến. Tất cả những người chứng kiến đều báo cáo tương tự nhau. Theo những câu chuyện dân gian địa phương, hầu hết những người tuyên bố đã nhìn thấy thành phố này đều là nạn nhân bị quỷ ám. Vì vậy theo người dân địa phương thì việc nhìn thấy thành phố bí ẩn ấy là một điều không may mắn bởi vì những người đã chứng kiến đôi khi trở thành nạn nhân của các vụ biến mất bí ẩn.
Theo một số báo cáo, vào những năm cuối thập kỷ 1980, những hình ảnh vệ tinh từ một công ty Nhật Bản được cho là tiết lộ về các dải đất sáng rực rỡ trong khu vực. Người Nhật tin rằng đó có thể là những mỏ vàng và uranium trữ lượng rất lớn trong khu vực khả nghi. Họ bắt tay vào việc ngay lập tức, thiết lập một địa điểm khai thác lớn ở thị trấn San Jorge, nhưng những tai nạn và rủi ro bí ẩn đã cản trở dự án ngay từ đầu và buộc công ty Nhật phải từ bỏ hoàn toàn dự án nhằm tránh phá sản và cắt giảm thua lỗ của họ.